# バックマン (ポートランド)
バックマン（Buckman）は、アメリカ合衆国オレゴン州ポートランドの南東部区域及び北東部区域にまたがる地区。西部地区境をウィラメット川、北部地区境をバーンサイド通り（E Burnside St.）、東部地区境を23番通り（SE 28th Ave）、南部地区境をホーソン・ブルバード（SE Hawthorne Blvd.）が形成している。
バックマン・アーツ・マグネット小学校は、ポートランドで最初の総合芸術学校である。
バックマン地区の名称は、19世紀の果樹栽培者であり、教育委員会委員、市議会議員を務めたサイラス・バックマンに由来する。
バックマン地区とポートランド南西部の他の地区を繋ぐ橋は3つある。オールド・タウン・チャイナタウン地区との間にバーンサイド橋が、ダウンタウン地区との間にはモリソン橋、ホーソン橋が架かっている。
バックマンには、ベルモント・ディストリクトとホーソン・ディストリクトという2箇所の有名な小売店街が地区内まで伸びてきている。
また、バックマン地区にはカーネル・サマーズ公園（1921年）、バックマン・コミュニティ公園（1980年）があるほか、ヴェラ・カッツ・イーストバンク・エスプラナード（1998年買収、2001年開通）の大部分が同地区に属している。